# Душан Ковачевић (глумац)
Душан Ковачевић (Подгорица, 11. март 1981) је црногорски глумац и продуцент.

## Филмографија
| Год.       | Назив                       | Улога            |
| ---------- | --------------------------- | ---------------- |
| 2000-е     |                             |                  |
| 2007.      | Златне чакље                | Подгоричанин     |
| 2010-е     |                             |                  |
| 2011.      | Локални вампир              |                  |
| 2012.      | Монтевидео, Бог те видео!   | Робертов момак 2 |
| 2012-2013. | Будва на пјену од мора      | Бонинијев човек  |
| 2016.      | Дојч кафе                   | Симон Сепаре     |
| 2017.      | Прва тарифа                 | криминалац       |
| 2017.      | Божићни устанак             | Кум 1            |
| 2018.      | Бисер Бојане                | Мићун            |
| 2018.      | Патуљци са насловних страна |                  |
| 2018.      | Преспав                     | Роки 5           |
| 2019.      | Беса                        | Спасоје          |